# Alexandr Georgijevič Ponomarenko
Alexandr Georgijevič Ponomarenko (rusky Александр Георгиевич Пономаренко; 16. ledna 1938, Moskva) je ruský entomolog, specialista na paleoentomologii a koleopterologii.

## Život
V letech 1955 až 1960 studoval entomologii na fakultě biologie a pedologie Moskevské státní univerzity. Nastoupil do Paleontologického ústavu Akademie věd v SSSR, kde postupně obhájil kandidátskou a disertační práci. V roce 1995 se stal hlavním vědeckým pracovníkem laboratoří starověkých organismů.

## Vědecká činnost
Je tvůrcem (spolu s R. A. Crowsonem) moderního rozdělení hlavních taxonů vyhynulých brouků. Materiály jeho disertační práce o historickém vývoji brouků z roku 1967 byly zařazeny do kolektivní monografie vydané v roce 1969 v sérii prací Akademie věd SSSR, která se okamžitě stala klasikou a jednou z nejvíce citovaných zpráv o vyhynulých broucích. Další kolektivní monografie z roku 1967 Druhohorní brouci, s jeho účastí, byla dvakrát přeložena do angličtiny. Ponomarenko popsal 19 čeledí a podčeledí, 123 kmenů a rodů, stejně jako několik stovek vyhynulých druhů brouků.
Publikoval 15 monografií a asi 200 vědeckých článků. Jeho první zahraniční vědecký pobyt byl v roce 1970 v Československu.